# Raye (Sängerin)/Auszeichnungen für Musikverkäufe

Raye (2023)

Dies ist eine Übersicht über die Auszeichnungen für Musikverkäufe der britischen R&B- und Popsängerin Raye. Die Auszeichnungen finden sich nach ihrer Art (Gold, Platin usw.), nach Staaten getrennt in chronologischer Reihenfolge, geordnet sowie nach den Tonträgern selbst, ebenfalls in chronologischer Reihenfolge, getrennt nach Medium (Alben, Singles usw.), wieder.

## Auszeichnungen
| - Vereinigtes Königreich - 2019: für die Autorenbeteiligung Capital Letters (Hailee Steinfeld & BloodPop) - 2020: für die Single Love Me Again - 2020: für die Single Stay (Don’t Go Away) - 2022: für die Single Regardless - 2022: für das Lied Ferrari Horses - 2023: für die Single I Don’t Want You - 2024: für die Single The Weekend - 2024: für die Single Flip a Switch - 2025: für das Lied Oscar Winning Tears - 2025: für die Single Waterfall - Belgien - 2020: für die Single Secrets - Brasilien - 2024: für die Single You Don’t Know Me - 2024: für die Single Regardless - Dänemark - 2019: für die Autorenbeteiligung Capital Letters (Hailee Steinfeld & BloodPop) - 2024: für die Single By Your Side - 2024: für das Album My 21st Century Blues. - Deutschland - 2021: für die Single By Your Side - 2022: für die Single Bed - 2022: für die Autorenbeteiligung Capital Letters (Hailee Steinfeld & BloodPop) - 2023: für die Single Secrets - Frankreich - 2017: für die Single By Your Side - 2023: für die Single Bed - 2023: für die Single Escapism. - 2023: für die Single Stay (Don’t Go Away) - Italien - 2019: für die Autorenbeteiligung Capital Letters (Hailee Steinfeld & BloodPop) - 2021: für die Single Secrets - Kanada - 2023: für die Single Prada - 2024: für das Album My 21st Century Blues. - Mexiko - 2017: für die Single You Don’t Know Me - 2021: für die Single Secrets - Neuseeland - 2017: für die Autorenbeteiligung Don’t Leave (Snakehips & MØ) - Österreich - 2022: für die Single Secrets - Polen - 2020: für die Autorenbeteiligung Sixteen (Ellie Goulding) - 2021: für die Single Regardless - 2022: für die Autorenbeteiligung Capital Letters (Hailee Steinfeld & BloodPop) - 2024: für die Autorenbeteiligung Car Keys (Ayla) (Alok & Ava Max) - 2024: für das Album My 21st Century Blues. - Portugal - 2020: für die Autorenbeteiligung Sixteen (Ellie Goulding) - 2021: für die Single Bed - 2022: für die Single You Don’t Know Me - Schweiz - 2022: für die Single Bed - Spanien - 2017: für die Single By Your Side - 2024: für die Single Bed - 2024: für die Single Escapism. - 2024: für die Single Secrets - 2024: für die Autorenbeteiligung Capital Letters (Hailee Steinfeld & BloodPop) - Südafrika - 2023: für die Single Summer Love - Vereinigte Staaten - 2019: für die Single You Don’t Know Me - 2021: für die Autorenbeteiligung Sixteen (Ellie Goulding) - 2023: für die Single By Your Side - 2024: für die Single Prada - Vereinigtes Königreich - 2020: für die Single Bridge over Troubled Water - 2020: für die Single Check - 2020: für die Autorenbeteiligung Sixteen (Ellie Goulding) - 2021: für die Single Tequila - 2021: für die Autorenbeteiligung After the Afterparty (Charli XCX) - 2022: für die Single Cigarette - 2022: für die Autorenbeteiligung Don’t Leave (Snakehips & MØ) - 2024: für das Album My 21st Century Blues. - 2025: für die Single Worth It | - Australien - 2018: für die Autorenbeteiligung After the Afterparty (Charli XCX) - 2020: für die Single Secrets - Belgien - 2024: für die Single Escapism. - Brasilien - 2024: für die Single By Your Side - 2024: für die Autorenbeteiligung Sixteen (Ellie Goulding) - Dänemark - 2019: für die Autorenbeteiligung Don’t Leave (Snakehips & MØ) - 2023: für die Single Escapism. - 2023: für die Single Secrets - 2025: für die Single Bed - Frankreich - 2024: für die Single Secrets - Griechenland - 2024: für die Single Prada - Italien - 2018: für die Single By Your Side - 2021: für die Single Bed - 2024: für die Single Escapism. - 2024: für die Single Prada - Kanada - 2018: für die Autorenbeteiligung Don’t Leave (Snakehips & MØ) - 2021: für die Autorenbeteiligung Capital Letters (Hailee Steinfeld & BloodPop) - 2022: für die Single Bed - 2023: für die Single Secrets - Mexiko - 2018: für die Single By Your Side - Neuseeland - 2018: für die Single You Don’t Know Me - 2023: für die Single Escapism - 2024: für die Single By Your Side - 2025: für das Album My 21st Century Blues. - Österreich - 2023: für die Single Escapism. - 2024: für die Single Bed - Polen - 2021: für die Single Secrets - 2024: für die Single Bed - Portugal - 2024: für die Single Prada - Schweden - 2023: für die Single Prada - 2024: für die Single Escapism - Spanien - 2017: für die Single You Don’t Know Me - 2024: für die Single Prada - Ungarn - 2024: für die Autorenbeteiligung Car Keys (Ayla) (Alok & Ava Max) - Vereinigte Staaten - 2023: für die Autorenbeteiligung Don’t Leave (Snakehips & MØ) - Vereinigtes Königreich - 2018: für die Single By Your Side - 2019: für die Autorenbeteiligung All Cried Out (Alok & Ava Max) - 2020: für die Single Decline - 2021: für die Single Secrets - Deutschland - 2020: für die Single You Don’t Know Me - 2025: für die Single Prada | - Australien - 2017: für die Autorenbeteiligung Don’t Leave (Snakehips & MØ) - 2021: für die Autorenbeteiligung Capital Letters (Hailee Steinfeld & BloodPop) - 2022: für die Single Bed - 2023: für die Single By Your Side - Belgien - 2017: für die Single You Don’t Know Me - Brasilien - 2024: für die Autorenbeteiligung Capital Letters (Hailee Steinfeld & BloodPop) - 2024: für die Autorenbeteiligung Car Keys (Ayla) (Alok & Ava Max) - Dänemark - 2022: für die Single You Don’t Know Me - 2024: für die Single Prada - Griechenland - 2023: für die Single Escapism - Kanada - 2020: für die Single You Don’t Know Me - Norwegen - 2023: für die Single Escapism - Österreich - 2024: für die Single Prada - Polen - 2021: für die Single You Don’t Know Me - 2024: für die Single Escapism. - Portugal - 2023: für die Single Escapism - Schweden - 2017: für die Single You Don’t Know Me - Vereinigte Staaten - 2024: für die Single Escapism. - Vereinigtes Königreich - 2024: für die Single Bed - Australien - 2020: für die Single You Don’t Know Me - Belgien - 2024: für die Single Prada - Italien - 2017: für die Single You Don’t Know Me - Neuseeland - 2025: für die Single Prada - Polen - 2024: für die Single Prada - Vereinigtes Königreich - 2024: für die Single Escapism - 2024: für die Single You Don’t Know Me - 2025: für die Single Prada - Schweiz - 2024: für die Single Prada - Australien - 2024: für die Single Prada - 2024: für die Single Escapism - Kanada - 2024: für die Single Escapism. - Ungarn - 2025: für die Single Prada - Frankreich - 2017: für die Single You Don’t Know Me - 2024: für die Single Prada |

## Auszeichnungen nach Alben

### My 21st Century Blues.
| Land/Region                  | Auszeichnungen für Musikverkäufe (Land/Region, Auszeichnung, Verkäufe) | Verkäufe |
| ---------------------------- | ---------------------------------------------------------------------- | -------- |
| Dänemark (IFPI)              | Gold                                                                   | 10.000   |
| Kanada (MC)                  | Gold                                                                   | 40.000   |
| Neuseeland (RMNZ)            | Platin                                                                 | 15.000   |
| Polen (ZPAV)                 | Gold                                                                   | 10.000   |
| Vereinigtes Königreich (BPI) | Gold                                                                   | 100.000  |
| Insgesamt                    | 4× Gold · 1× Platin ·                                                  | 175.000  |

## Auszeichnungen nach Singles

### By Your Side
| Land/Region                  | Auszeichnungen für Musikverkäufe (Land/Region, Auszeichnung, Verkäufe) | Verkäufe  |
| ---------------------------- | ---------------------------------------------------------------------- | --------- |
| Australien (ARIA)            | 2× Platin                                                              | 140.000   |
| Brasilien (PMB)              | Platin                                                                 | 60.000    |
| Dänemark (IFPI)              | Gold                                                                   | 45.000    |
| Deutschland (BVMI)           | Gold                                                                   | 200.000   |
| Frankreich (SNEP)            | Gold                                                                   | 66.666    |
| Italien (FIMI)               | Platin                                                                 | 50.000    |
| Mexiko (AMPROFON)            | Platin                                                                 | 60.000    |
| Neuseeland (RMNZ)            | Platin                                                                 | 30.000    |
| Spanien (Promusicae)         | Gold                                                                   | 20.000    |
| Vereinigte Staaten (RIAA)    | Gold                                                                   | 500.000   |
| Vereinigtes Königreich (BPI) | Platin                                                                 | 600.000   |
| Insgesamt                    | 5× Gold · 7× Platin ·                                                  | 1.771.666 |

### You Don’t Know Me
| Land/Region                  | Auszeichnungen für Musikverkäufe (Land/Region, Auszeichnung, Verkäufe) | Verkäufe  |
| ---------------------------- | ---------------------------------------------------------------------- | --------- |
| Australien (ARIA)            | 3× Platin                                                              | 210.000   |
| Belgien (BRMA)               | 2× Platin                                                              | 60.000    |
| Brasilien (PMB)              | Gold                                                                   | 30.000    |
| Dänemark (IFPI)              | 2× Platin                                                              | 180.000   |
| Deutschland (BVMI)           | 3× Gold                                                                | 600.000   |
| Frankreich (SNEP)            | Diamant                                                                | 233.333   |
| Italien (FIMI)               | 3× Platin                                                              | 150.000   |
| Kanada (MC)                  | 2× Platin                                                              | 160.000   |
| Mexiko (AMPROFON)            | Gold                                                                   | 30.000    |
| Neuseeland (RMNZ)            | Platin                                                                 | 30.000    |
| Polen (ZPAV)                 | 2× Platin                                                              | 100.000   |
| Portugal (AFP)               | Gold                                                                   | 5.000     |
| Schweden (IFPI)              | 2× Platin                                                              | 80.000    |
| Spanien (Promusicae)         | Platin                                                                 | 40.000    |
| Vereinigte Staaten (RIAA)    | Gold                                                                   | 500.000   |
| Vereinigtes Königreich (BPI) | 3× Platin                                                              | 1.800.000 |
| Insgesamt                    | 5× Gold · 22× Platin · 1× Diamant ·                                    | 4.208.333 |

### Bridge over Troubled Water
| Land/Region                  | Auszeichnungen für Musikverkäufe (Land/Region, Auszeichnung, Verkäufe) | Verkäufe |
| ---------------------------- | ---------------------------------------------------------------------- | -------- |
| Vereinigtes Königreich (BPI) | Gold                                                                   | 400.000  |
| Insgesamt                    | 1× Gold ·                                                              | 400.000  |

### Decline
| Land/Region                  | Auszeichnungen für Musikverkäufe (Land/Region, Auszeichnung, Verkäufe) | Verkäufe |
| ---------------------------- | ---------------------------------------------------------------------- | -------- |
| Vereinigtes Königreich (BPI) | Platin                                                                 | 600.000  |
| Insgesamt                    | 1× Platin ·                                                            | 600.000  |

### Check
| Land/Region                  | Auszeichnungen für Musikverkäufe (Land/Region, Auszeichnung, Verkäufe) | Verkäufe |
| ---------------------------- | ---------------------------------------------------------------------- | -------- |
| Vereinigtes Königreich (BPI) | Gold                                                                   | 400.000  |
| Insgesamt                    | 1× Gold ·                                                              | 400.000  |

### Cigarette
| Land/Region                  | Auszeichnungen für Musikverkäufe (Land/Region, Auszeichnung, Verkäufe) | Verkäufe |
| ---------------------------- | ---------------------------------------------------------------------- | -------- |
| Vereinigtes Königreich (BPI) | Gold                                                                   | 400.000  |
| Insgesamt                    | 1× Gold ·                                                              | 400.000  |

### Stay (Don’t Go Away)
| Land/Region                  | Auszeichnungen für Musikverkäufe (Land/Region, Auszeichnung, Verkäufe) | Verkäufe |
| ---------------------------- | ---------------------------------------------------------------------- | -------- |
| Frankreich (SNEP)            | Gold                                                                   | 100.000  |
| Vereinigtes Königreich (BPI) | Silber                                                                 | 200.000  |
| Insgesamt                    | 1× Silber · 1× Gold ·                                                  | 300.000  |

### Love Me Again
| Land/Region                  | Auszeichnungen für Musikverkäufe (Land/Region, Auszeichnung, Verkäufe) | Verkäufe |
| ---------------------------- | ---------------------------------------------------------------------- | -------- |
| Vereinigtes Königreich (BPI) | Silber                                                                 | 200.000  |
| Insgesamt                    | 1× Silber ·                                                            | 200.000  |

### Tequila
| Land/Region                  | Auszeichnungen für Musikverkäufe (Land/Region, Auszeichnung, Verkäufe) | Verkäufe |
| ---------------------------- | ---------------------------------------------------------------------- | -------- |
| Vereinigtes Königreich (BPI) | Gold                                                                   | 400.000  |
| Insgesamt                    | 1× Gold ·                                                              | 400.000  |

### Secrets
| Land/Region                  | Auszeichnungen für Musikverkäufe (Land/Region, Auszeichnung, Verkäufe) | Verkäufe  |
| ---------------------------- | ---------------------------------------------------------------------- | --------- |
| Australien (ARIA)            | Platin                                                                 | 70.000    |
| Belgien (BRMA)               | Gold                                                                   | 20.000    |
| Dänemark (IFPI)              | Platin                                                                 | 90.000    |
| Deutschland (BVMI)           | Gold                                                                   | 200.000   |
| Frankreich (SNEP)            | Platin                                                                 | 200.000   |
| Italien (FIMI)               | Gold                                                                   | 35.000    |
| Kanada (MC)                  | Platin                                                                 | 80.000    |
| Mexiko (AMPROFON)            | Gold                                                                   | 30.000    |
| Österreich (IFPI)            | Gold                                                                   | 15.000    |
| Polen (ZPAV)                 | Platin                                                                 | 20.000    |
| Spanien (Promusicae)         | Gold                                                                   | 30.000    |
| Vereinigtes Königreich (BPI) | Platin                                                                 | 600.000   |
| Insgesamt                    | 6× Gold · 6× Platin ·                                                  | 1.390.000 |

### Regardless
| Land/Region                  | Auszeichnungen für Musikverkäufe (Land/Region, Auszeichnung, Verkäufe) | Verkäufe |
| ---------------------------- | ---------------------------------------------------------------------- | -------- |
| Brasilien (PMB)              | Gold                                                                   | 20.000   |
| Polen (ZPAV)                 | Gold                                                                   | 25.000   |
| Vereinigtes Königreich (BPI) | Silber                                                                 | 200.000  |
| Insgesamt                    | 1× Silber · 2× Gold ·                                                  | 245.000  |

### Bed
| Land/Region                  | Auszeichnungen für Musikverkäufe (Land/Region, Auszeichnung, Verkäufe) | Verkäufe  |
| ---------------------------- | ---------------------------------------------------------------------- | --------- |
| Australien (ARIA)            | 2× Platin                                                              | 140.000   |
| Dänemark (IFPI)              | Platin                                                                 | 90.000    |
| Deutschland (BVMI)           | Gold                                                                   | 200.000   |
| Frankreich (SNEP)            | Gold                                                                   | 100.000   |
| Italien (FIMI)               | Platin                                                                 | 70.000    |
| Kanada (MC)                  | Platin                                                                 | 80.000    |
| Österreich (IFPI)            | Platin                                                                 | 30.000    |
| Polen (ZPAV)                 | Platin                                                                 | 50.000    |
| Portugal (AFP)               | Gold                                                                   | 5.000     |
| Schweiz (IFPI)               | Platin                                                                 | 20.000    |
| Spanien (Promusicae)         | Gold                                                                   | 30.000    |
| Vereinigtes Königreich (BPI) | 2× Platin                                                              | 1.200.000 |
| Insgesamt                    | 4× Gold · 10× Platin ·                                                 | 2.015.000 |

### I Don’t Want You
| Land/Region                  | Auszeichnungen für Musikverkäufe (Land/Region, Auszeichnung, Verkäufe) | Verkäufe |
| ---------------------------- | ---------------------------------------------------------------------- | -------- |
| Vereinigtes Königreich (BPI) | Silber                                                                 | 200.000  |
| Insgesamt                    | 1× Silber ·                                                            | 200.000  |

### Summer Love
| Land/Region      | Auszeichnungen für Musikverkäufe (Land/Region, Auszeichnung, Verkäufe) | Verkäufe |
| ---------------- | ---------------------------------------------------------------------- | -------- |
| Südafrika (RISA) | Gold                                                                   | 10.000   |
| Insgesamt        | 1× Gold ·                                                              | 10.000   |

### Waterfall
| Land/Region                  | Auszeichnungen für Musikverkäufe (Land/Region, Auszeichnung, Verkäufe) | Verkäufe |
| ---------------------------- | ---------------------------------------------------------------------- | -------- |
| Vereinigtes Königreich (BPI) | Silber                                                                 | 200.000  |
| Insgesamt                    | 1× Silber ·                                                            | 200.000  |

### Escapism.
| Land/Region                  | Auszeichnungen für Musikverkäufe (Land/Region, Auszeichnung, Verkäufe) | Verkäufe  |
| ---------------------------- | ---------------------------------------------------------------------- | --------- |
| Australien (ARIA)            | 5× Platin                                                              | 350.000   |
| Belgien (BRMA)               | Platin                                                                 | 40.000    |
| Brasilien (PMB)              | Diamant                                                                | 160.000   |
| Dänemark (IFPI)              | Platin                                                                 | 90.000    |
| Frankreich (SNEP)            | Platin                                                                 | 200.000   |
| Griechenland (IFPI)          | 2× Platin                                                              | 40.000    |
| Italien (FIMI)               | Platin                                                                 | 100.000   |
| Kanada (MC)                  | 5× Platin                                                              | 400.000   |
| Neuseeland (RMNZ)            | Platin                                                                 | 30.000    |
| Norwegen (IFPI)              | 2× Platin                                                              | 120.000   |
| Österreich (IFPI)            | Platin                                                                 | 30.000    |
| Polen (ZPAV)                 | 2× Platin                                                              | 100.000   |
| Portugal (AFP)               | 2× Platin                                                              | 20.000    |
| Schweden (IFPI)              | Platin                                                                 | 120.000   |
| Spanien (Promusicae)         | Gold                                                                   | 30.000    |
| Vereinigte Staaten (RIAA)    | 2× Platin                                                              | 2.000.000 |
| Vereinigtes Königreich (BPI) | 3× Platin                                                              | 1.800.000 |
| Insgesamt                    | 1× Gold · 30× Platin · 1× Diamant ·                                    | 5.630.000 |

### Flip a Switch
| Land/Region                  | Auszeichnungen für Musikverkäufe (Land/Region, Auszeichnung, Verkäufe) | Verkäufe |
| ---------------------------- | ---------------------------------------------------------------------- | -------- |
| Vereinigtes Königreich (BPI) | Silber                                                                 | 200.000  |
| Insgesamt                    | 1× Silber ·                                                            | 200.000  |

### The Weekend
| Land/Region                  | Auszeichnungen für Musikverkäufe (Land/Region, Auszeichnung, Verkäufe) | Verkäufe |
| ---------------------------- | ---------------------------------------------------------------------- | -------- |
| Vereinigtes Königreich (BPI) | Silber                                                                 | 200.000  |
| Insgesamt                    | 1× Silber ·                                                            | 200.000  |

### Prada
| Land/Region                  | Auszeichnungen für Musikverkäufe (Land/Region, Auszeichnung, Verkäufe) | Verkäufe  |
| ---------------------------- | ---------------------------------------------------------------------- | --------- |
| Australien (ARIA)            | 5× Platin                                                              | 350.000   |
| Belgien (BRMA)               | 3× Platin                                                              | 120.000   |
| Dänemark (IFPI)              | 2× Platin                                                              | 180.000   |
| Deutschland (BVMI)           | 3× Gold                                                                | 900.000   |
| Frankreich (SNEP)            | Diamant                                                                | 333.333   |
| Griechenland (IFPI)          | Platin                                                                 | 20.000    |
| Italien (FIMI)               | Platin                                                                 | 100.000   |
| Kanada (MC)                  | Gold                                                                   | 40.000    |
| Neuseeland (RMNZ)            | 3× Platin                                                              | 90.000    |
| Österreich (IFPI)            | 2× Platin                                                              | 60.000    |
| Polen (ZPAV)                 | 3× Platin                                                              | 150.000   |
| Portugal (AFP)               | Platin                                                                 | 10.000    |
| Schweden (IFPI)              | Platin                                                                 | 80.000    |
| Schweiz (IFPI)               | 4× Platin                                                              | 120.000   |
| Spanien (Promusicae)         | Platin                                                                 | 60.000    |
| Ungarn (MAHASZ)              | 5× Platin                                                              | 20.000    |
| Vereinigte Staaten (RIAA)    | Gold                                                                   | 500.000   |
| Vereinigtes Königreich (BPI) | 3× Platin                                                              | 1.800.000 |
| Insgesamt                    | 3× Gold · 36× Platin · 1× Diamant ·                                    | 4.933.333 |

### Worth It
| Land/Region                  | Auszeichnungen für Musikverkäufe (Land/Region, Auszeichnung, Verkäufe) | Verkäufe |
| ---------------------------- | ---------------------------------------------------------------------- | -------- |
| Vereinigtes Königreich (BPI) | Gold                                                                   | 400.000  |
| Insgesamt                    | 1× Gold ·                                                              | 400.000  |

## Auszeichnungen nach Liedern

### Ferrari Horses
| Land/Region                  | Auszeichnungen für Musikverkäufe (Land/Region, Auszeichnung, Verkäufe) | Verkäufe |
| ---------------------------- | ---------------------------------------------------------------------- | -------- |
| Vereinigtes Königreich (BPI) | Platin                                                                 | 600.000  |
| Insgesamt                    | 1× Platin ·                                                            | 600.000  |

### Oscar Winning Tears
| Land/Region                  | Auszeichnungen für Musikverkäufe (Land/Region, Auszeichnung, Verkäufe) | Verkäufe |
| ---------------------------- | ---------------------------------------------------------------------- | -------- |
| Vereinigtes Königreich (BPI) | Silber                                                                 | 200.000  |
| Insgesamt                    | 1× Silber ·                                                            | Worth It |

## Auszeichnungen nach Autorenbeteiligungen

### All Cried Out(Blonde)
| Land/Region                  | Auszeichnungen für Musikverkäufe (Land/Region, Auszeichnung, Verkäufe) | Verkäufe |
| ---------------------------- | ---------------------------------------------------------------------- | -------- |
| Vereinigtes Königreich (BPI) | Platin                                                                 | 600.000  |
| Insgesamt                    | 1× Platin ·                                                            | 600.000  |

### After the Afterparty(Charli xcx)
| Land/Region                  | Auszeichnungen für Musikverkäufe (Land/Region, Auszeichnung, Verkäufe) | Verkäufe |
| ---------------------------- | ---------------------------------------------------------------------- | -------- |
| Australien (ARIA)            | Platin                                                                 | 70.000   |
| Vereinigtes Königreich (BPI) | Gold                                                                   | 400.000  |
| Insgesamt                    | 1× Gold · 1× Platin ·                                                  | 470.000  |

### Don’t Leave(Snakehips)
| Land/Region                  | Auszeichnungen für Musikverkäufe (Land/Region, Auszeichnung, Verkäufe) | Verkäufe  |
| ---------------------------- | ---------------------------------------------------------------------- | --------- |
| Australien (ARIA)            | 2× Platin                                                              | 140.000   |
| Dänemark (IFPI)              | Platin                                                                 | 90.000    |
| Kanada (MC)                  | Platin                                                                 | 80.000    |
| Neuseeland (RMNZ)            | Gold                                                                   | 15.000    |
| Vereinigte Staaten (RIAA)    | Platin                                                                 | 1.000.000 |
| Vereinigtes Königreich (BPI) | Gold                                                                   | 400.000   |
| Insgesamt                    | 2× Gold · 5× Platin ·                                                  | 1.725.000 |

### Capital Letters(Hailee Steinfeld)
| Land/Region                  | Auszeichnungen für Musikverkäufe (Land/Region, Auszeichnung, Verkäufe) | Verkäufe |
| ---------------------------- | ---------------------------------------------------------------------- | -------- |
| Australien (ARIA)            | 2× Platin                                                              | 140.000  |
| Brasilien (PMB)              | 2× Platin                                                              | 80.000   |
| Dänemark (IFPI)              | Gold                                                                   | 45.000   |
| Deutschland (BVMI)           | Gold                                                                   | 200.000  |
| Italien (FIMI)               | Gold                                                                   | 25.000   |
| Kanada (MC)                  | 2× Platin                                                              | 80.000   |
| Polen (ZPAV)                 | Gold                                                                   | 25.000   |
| Spanien (Promusicae)         | Gold                                                                   | 30.000   |
| Vereinigtes Königreich (BPI) | Silber                                                                 | 200.000  |
| Insgesamt                    | 1× Silber · 5× Gold · 5× Platin ·                                      | 825.000  |

### Sixteen(Ellie Goulding)
| Land/Region                  | Auszeichnungen für Musikverkäufe (Land/Region, Auszeichnung, Verkäufe) | Verkäufe |
| ---------------------------- | ---------------------------------------------------------------------- | -------- |
| Brasilien (PMB)              | Platin                                                                 | 40.000   |
| Polen (ZPAV)                 | Gold                                                                   | 10.000   |
| Portugal (AFP)               | Gold                                                                   | 5.000    |
| Vereinigte Staaten (RIAA)    | Gold                                                                   | 500.000  |
| Vereinigtes Königreich (BPI) | Gold                                                                   | 400.000  |
| Insgesamt                    | 4× Gold · 1× Platin ·                                                  | 955.000  |

### Car Keys (Ayla)(Alok)
| Land/Region     | Auszeichnungen für Musikverkäufe (Land/Region, Auszeichnung, Verkäufe) | Verkäufe |
| --------------- | ---------------------------------------------------------------------- | -------- |
| Brasilien (PMB) | 2× Platin                                                              | 160.000  |
| Polen (ZPAV)    | Gold                                                                   | 25.000   |
| Ungarn (MAHASZ) | Platin                                                                 | 4.000    |
| Insgesamt       | 1× Gold · 3× Platin ·                                                  | 189.000  |

## Statistik und Quellen
| Land/RegionAuszeichnungen für Musikverkäufe (Land/Region, Auszeichnungen, Verkäufe, Quellen) | Silber     | Gold       | Platin         | Diamant     | Verkäufe   | Quellen              |
| -------------------------------------------------------------------------------------------- | ---------- | ---------- | -------------- | ----------- | ---------- | -------------------- |
| Australien (ARIA)                                                                            | —          | —          | 23× Platin23   | —           | 1.610.000  | aria.com.au          |
| Belgien (BRMA)                                                                               | —          | Gold1      | 6× Platin6     | —           | 240.000    | ultratop.be          |
| Brasilien (PMB)                                                                              | —          | 2× Gold2   | 6× Platin6     | Diamant1    | 550.000    | pro-musicabr.org.br  |
| Dänemark (IFPI)                                                                              | —          | 3× Gold3   | 8× Platin8     | —           | 820.000    | ifpi.dk              |
| Deutschland (BVMI)                                                                           | —          | 6× Gold6   | 2× Platin2     | —           | 2.300.000  | musikindustrie.de    |
| Frankreich (SNEP)                                                                            | —          | 3× Gold3   | 2× Platin2     | 2× Diamant2 | 1.233.332  | snepmusique.com      |
| Griechenland (IFPI)                                                                          | —          | —          | 3× Platin3     | —           | 60.000     | Einzelnachweise      |
| Italien (FIMI)                                                                               | —          | 2× Gold2   | 7× Platin7     | —           | 530.000    | fimi.it              |
| Kanada (MC)                                                                                  | —          | 2× Gold2   | 11× Platin11   | —           | 960.000    | musiccanada.com      |
| Mexiko (AMPROFON)                                                                            | —          | 2× Gold2   | Platin1        | —           | 120.000    | amprofon.com.mx      |
| Neuseeland (RMNZ)                                                                            | —          | Gold1      | 7× Platin7     | —           | 210.000    | radioscope.co.nz NZ2 |
| Norwegen (IFPI)                                                                              | —          | —          | 2× Platin2     | —           | 120.000    | ifpi.no              |
| Österreich (IFPI)                                                                            | —          | Gold1      | 4× Platin4     | —           | 135.000    | ifpi.at              |
| Polen (ZPAV)                                                                                 | —          | 5× Gold5   | 9× Platin9     | —           | 515.000    | olis.pl              |
| Portugal (AFP)                                                                               | —          | 3× Gold3   | 3× Platin3     | —           | 45.000     | Einzelnachweise      |
| Schweden (IFPI)                                                                              | —          | —          | 4× Platin4     | —           | 280.000    | sverigetopplistan.se |
| Schweiz (IFPI)                                                                               | —          | —          | 5× Platin5     | —           | 140.000    | hitparade.ch         |
| Spanien (Promusicae)                                                                         | —          | 5× Gold5   | 2× Platin2     | —           | 240.000    | elportaldemusica.es  |
| Südafrika (RISA)                                                                             | —          | Gold1      | —              | —           | 10.000     | risa.org.za          |
| Ungarn (MAHASZ)                                                                              | —          | —          | 6× Platin6     | —           | 24.000     | slagerlistak.hu      |
| Vereinigte Staaten (RIAA)                                                                    | —          | 4× Gold4   | 3× Platin3     | —           | 5.000.000  | riaa.com             |
| Vereinigtes Königreich (BPI)                                                                 | 8× Silber8 | 10× Gold10 | 15× Platin15   | —           | 14.300.000 | bpi.co.uk            |
| Insgesamt                                                                                    | 8× Silber8 | 51× Gold51 | 129× Platin129 | 3× Diamant3 |            |                      |